# Henri de Lubac
Henri-Marie de Lubac (Cambrai, 20. veljače 1896. – Pariz, 4. rujna 1991.) bio je francuski isusovac, teolog i kardinal.

## Životopis
Rođen je 20. veljače 1896. godine. Godine 1915. unovačen je u vojsku te je 1917. godine na blagdan Svih svetih teško ranjen.
Radio je na Fourvièreu u Lyonu kao profesor. Tada ne bio optužen za promicanje „nove teologije“ te je poslan u Pariz. Papa Ivan XXIII. imenovao ga je savjetnikom Pripremnog teološkog povjerenstva na Drugom vatikanskom saboru. Papa Pavao VI. imenovao ga je 1969. godine članom Međunarodnog teološkog povjerenstva. Papa Ivan Pavao II. imenovao ga je 1983. kardinalom.

### Članci
- Ferkolj, Janez. 2018. Henri de Lubac - svjedok Krista i Crkve. Crtice iz ekleziologije kardinala H. de Lubaca. Vrhbosnensia. Univerzitet u Sarajevu – Katolički bogoslovni fakultet. Sarajevo. 22 (2): 205–220